# Mönchengladbach
Mönchengladbach je město v Severním Porýní-Vestfálsku v Německu. Leží na západ od Rýna mezi Düsseldorfem a hranicí s Nizozemskem. Žije zde přibližně 269 tisíc obyvatel.

## Vývoj názvu
Původně se nazývalo Gladbach, avšak ve snaze o odlišení názvu od jiného stejnojmenného města (Bergisch Gladbach), bylo v roce 1888 přejmenováno na München-Gladbach. Nový název ovšem vedl k tomu, že lidé město mylně považovali za část Mnichova. Proto v roce 1950 došlo k jeho přejmenování na Mönchen Gladbach a následně, v roce 1960, na dnešní Mönchengladbach.

## Historie města
Počátky lidského osídlení na území města lze sledovat již v době kamenné. Počátky samotného města se spojují s vybudováním opatství v roce 974. Bylo pojmenováno podle místního malého potoka, jehož tok dnes vede pod zemí. Ve 14. století bylo opatství s přiléhajícími vesnicemi povýšeno na město. V roce 1918 bylo k Mönchengladbachu přičleněno blízké město Rheydt, které se později z podnětu Josepha Goebbelse v roce 1933 osamostatnilo. Roku 1975 byl ale Rheydt znovu přičleněn do Mönchengladbachu jako jeho městská část.

## Sport
Město je známé také tím, že v něm působí úspěšný fotbalový klub Borussia Mönchengladbach.

## Partnerská města
- North Tyneside, Tyne and Wear, od roku 1958
- Roubaix, od roku 1969
- Thurrock, od roku 1969
- Verviers, od roku 1970
- Roermond, od roku 1971
- Bradford, West Yorkshire, od roku 1971

## Slavní rodáci
- Joseph Pilates (1883–1967), zakladatel cvičení pilates[2]
- Joseph Goebbels (1897–1945), německý nacistický politik, válečný zločinec, ministr propagandy[3]
- Hans Jonas (1903–1993), německý židovský filosof[4]
- Günter Netzer (* 1944), bývalý německý fotbalista a reprezentant[5]
- Jupp Heynckes (* 1945), bývalý německý fotbalista a fotbalový trenér[6]
- Heinz-Harald Frentzen (* 1967), bývalý německý pilot Formule 1[7]
- Nick Heidfeld (* 1977), bývalý německý pilot Formule 1[8]
- Marcell Jansen (* 1985), bývalý německý fotbalový obránce a reprezentant[9]
- Marc-André ter Stegen (* 1992), německý fotbalový brankář a reprezentant[10]